# Virginia Slims of Boston 1978
Il Virginia Slims of Boston 1978 è stato un torneo di tennis giocato sul sintetico indoor. È stata la 5ª edizione del torneo, che fa parte del WTA Tour 1978. Si è giocato a Boston negli USA dal 13 al 19 marzo 1978.

## Campionesse

### Singolare
Evonne Goolagong Cawley ha battuto in finale  Chris Evert con il punteggio di 4–6, 6–1, 6–4

### Doppio
Billie Jean King /  Martina Navrátilová hanno battuto in finale  Evonne Goolagong Cawley /  Betty Stöve con il punteggio di 6–3, 6–2